# Живный, Ладислав Ян
Ладислав Ян Живный (Живни) (чеш. ; 3 января 1872, Уезд-у-Пжелуче (ныне район Пардубице Пардубицкого края Чешской Республики) — 17 марта 1949, Прага, ЧССР) — чешский и чехословацкий книговед, редактор-библиограф, основатель и первый директор Чехословацкого библиографического института в Праге. Основоположник чешской национальной библиографической библиотеки.

## Биография
Сын учителя. С детства увлекался книгами. После гимназии, в 1891 году окончил специальный годичный педагогический курс. Учительствовал. Позже до 1919 года обучался в университете в Праге.
Большое влияние на будущую карьеру Л. Живного оказало его посещение Англии в 1902 году. Он был увлечён работой английских библиотек, деятельность которых была сосредоточена, главным образом, на интересах читателей, а не лишь идеальной обработке книжных фондов, что было характерным для прусско-ориентированного чешского библиотечного дела.
Вернувшись на родину, он попытался внедрить эти принципы работы в Чешской Республике. В своей жизни Л. Живный посетил Англию ещё пять раз. Кроме того путешествовал, знакомясь с библиотечным делом и в других странах мира (Бельгия, Нидерланды, Франция, Швейцария и Германия). Результаты ознакомительных поездок повлияли на него так сильно, что он решил оставить педагогику и посвятить себя библиографии и библиотечному делу.
Целью его жизни было внедрение англосаксонского типа публичной библиотеки в Чехословакии. Обширные языковые навыки позволили ему наблюдать за иностранной профессиональной прессой и поддерживать контакты со многими ведущими мировыми библиотекарями. Пропагандирование своих идей, намерений и планов начал в журнале «Česká osvěta», который он основал в 1904 году.
В 1920—1935 гг. преподавал в Чешской государственной библиотечной школе. Читал лекции по иностранному библиотечному делу, законодательству библиотекарей, библиографической классификации, библиографии, практиковал практические занятия студентов.
Л. Живный — инициатор и соавтор закона о государственных библиотеках Чехословакии (1919), преподаватель Государственной библиотечной школы.
Опубликовал в 1904 году «Современное библиотечное пособие по библиотечному делу», брошюру «Публичные библиотеки, их развитие и администрация» (1919), в которой рассмотрел место и значение библиотек, их экономики и статистики с приложением, посвященном правилам и описанию каталогизации. Составил «Иностранную и чешскую библиографии» («Bibliografie cizi i česká», 1919) и в «Руководстве по библиографии» первую часть — «Наука о библиографическом описании» («Rukovět bibliografie. I. Nauka o popisu», 1924).
В 1923 году Л. Живный сделал доклад о разработанной им классификации книговедения на Международном конгрессе библиотекарей и библиофилов в Париже.
Свыше 35 тысяч названий отредактировал в «Библиографическом каталоге» («Bibliograficky katalog», 1922—1929), еженедельном указателе литературы Чехословацкого библиографического института.
Внёс важный вклад в развитие международной статистики печати.